# Krumovo gradisjte
Krumovo gradisjte (bulgariska: Крумово градище) är ett distrikt i Bulgarien.   Det ligger i kommunen Obsjtina Karnobat och regionen Burgas, i den östra delen av landet, 290 km öster om huvudstaden Sofia.
Trakten runt Krumovo gradisjte består till största delen av jordbruksmark. Runt Krumovo gradisjte är det ganska glesbefolkat, med 34 invånare per kvadratkilometer.